# Aleja Bielany

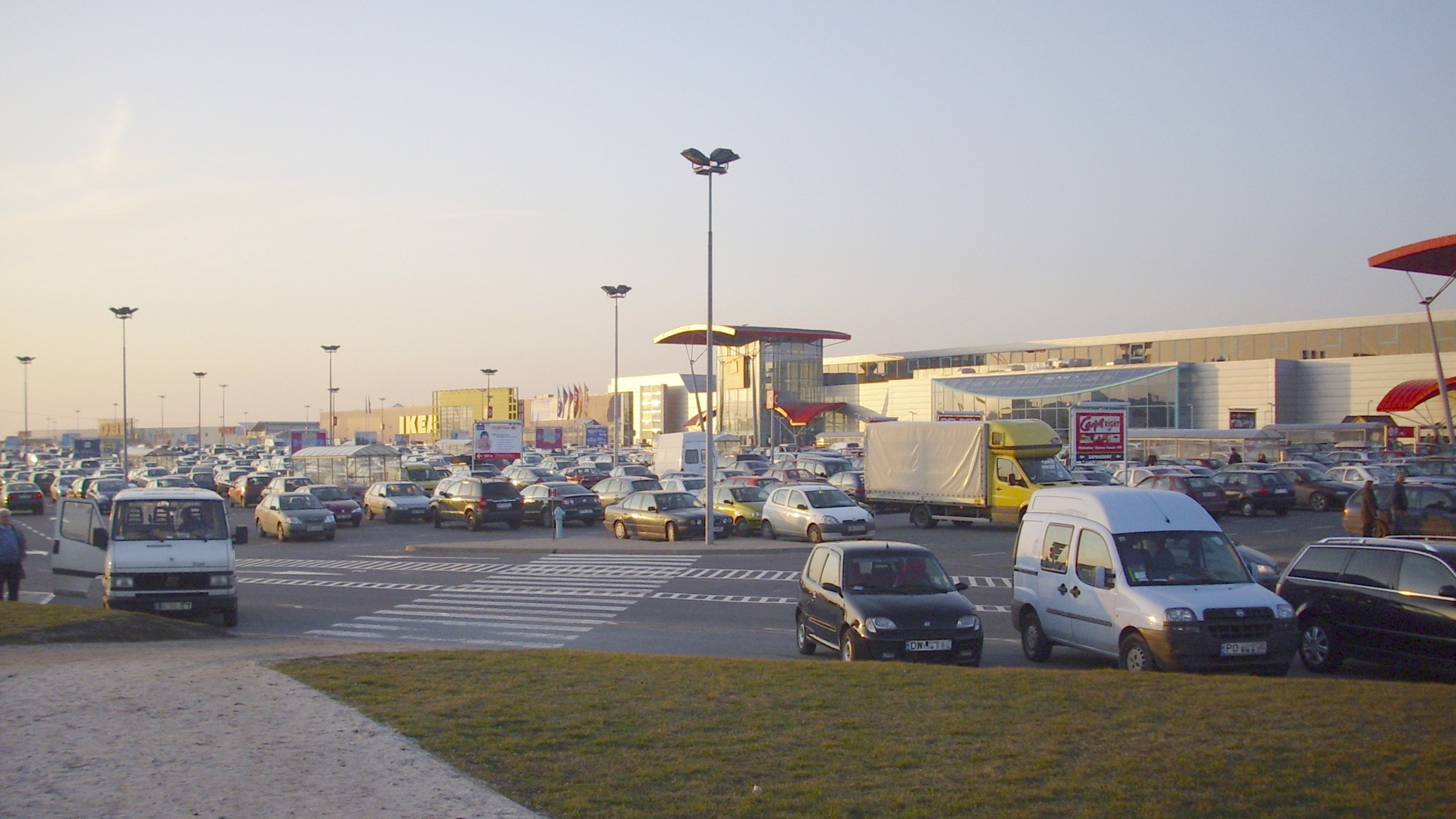
Aleja Bielany

Aleja Bielany (do 12 listopada 2015 Park Handlowy Bielany) – centrum handlowo-usługowo-rozrywkowe w Polsce (powierzchnia GLA: 145 000 m²).
Centrum pod zarządem IKEA Centres Poland S.A., znajdujące się przy ul. Czekoladowej 5-22, powstałe na przełomie XX i XXI wieku w Bielanach Wrocławskich, tuż przy granicy Wrocławia. W XXI wieku kilkakrotnie przebudowywane i rozbudowywane.

## Dane techniczne
- Inwestor: IKEA Centres Polska S.A.
- Otwarcie obiektu: jesień 1998 roku
- Powierzchnia całkowita: 170 000 m²
- Powierzchnia handlowo-usługowa: 145 000 m²

## Położenie
Aleja Bielany zlokalizowana jest przy południowej granicy Wrocławia w Bielanach Wrocławskich. Jest bardzo dobrze skomunikowana z Wrocławiem, a także pozostałą częścią województwa, dzięki położeniu u zbiegu dróg krajowych: drogi krajowej nr 5, drogi krajowej nr 35, drogi krajowej nr 8 oraz autostrady A4, Autostradowej Obwodnicy Wrocławia i projektowanej Wschodniej Obwodnicy Wrocławia. Główną osią, wokół której skupia się większość sklepów, są ulice Czekoladowa i Tyniecka.

## Historia
Pod koniec 1996 roku rozpoczął tu działalność pierwszy sklep meblowy IKEA na Dolnym Śląsku, a od 1998 roku w tym miejscu znajduje się także galeria handlowa oraz market budowlany OBI. W latach 2004–2006 powstała druga część centrum, a w latach 2014–2015 zostało ono rozbudowane.
Początki Parku Handlowego Bielany sięgają 1993 r., kiedy władze gminy sprzedały działkę holenderskiej firmie Makro Cash and Carry, co było skutkiem prowadzonej od 1990 r. kampanii reklamowej przez władze gminy zachęcającej inwestorów do kupna ziemi i zainwestowania w Bielanach Wrocławskich. Jesienią 1998 r. nastąpiło otwarcie hipermarketu Tesco wraz ze zlokalizowaną wewnątrz niego galerią handlową z kilkudziesięcioma sklepami, a także hipermarketu budowlanego OBI. W latach 2004–2006 przeprowadzono rozbudowę Parku – po przeciwnej stronie ulicy Czekoladowej otwarto tzw. Centrum Meblowe, w którym znalazły się przede wszystkim sklepy wyposażenia wnętrz. Jest tam również multimarket dla majsterkowiczów i hobbystów skandynawskiej sieci JULA, a w 2024 roku otworzono drugi stacjonarny sklep CentrumRowerowe.pl.

## Budynki
Aleja Bielany składa się z kilku budynków, przed którymi znajdują się parkingi, łączna liczba miejsc parkingowych – 4700.
Obecnie Aleja Bielany obejmuje obiekty po obu stronach ul. Czekoladowej (przy drodze krajowej nr 35):
1. budynek z hipermarketem Carrefour (wcześniej Tesco), pasażem handlowo-usługowym i kinem Helios[5]
2. budynek największego w Polsce sklepu IKEA
3. budynek OBI
4. McDonald’s, Black Red White
5. MomaX, KFC
6. Rodzinne Centrum Zabaw Loopy’s World, market Jula
7. Pizza Hut, Starbucks, stacja paliw Amic Energy
8. Castorama

## Inwestycje
Od roku 2012 trwała rozbudowa Parku. Pierwszym etapem inwestycji była trwająca od 2012 budowa nowego sklepu IKEA (największego w Polsce) na terenie za marketem OBI. Stary sklep IKEA został rozebrany, a w jego miejscu powstał nowy budynek centrum handlowego. Koncepcję projektową rozbudowy i modernizacji przygotowało londyńskie biuro projektowe BPD, zaś opracowanie projektu budowlanego zostało zlecone spółce NIRAS Polska działającej we współpracy z wrocławskim biurem architektonicznym Group-Arch.
Parametry po rozbudowie:
- 170 tys. m² powierzchni całkowitej (poprzednio – 91,5 tys. m²),
- 145 tys. m² powierzchni handlowej (poprzednio – 80 tys. m²),
- około 200 najemców,
- kino Helios – powierzchnia 3 tys. m², 8 sal projekcyjnych, w tym sala premier na około 500 osób,
- 4700 miejsc parkingowych (w tym 700 na parkingu podziemnym), poprzednio – 4000 miejsc[10].

Kolejna duża rozbudowa miała miejsce w latach 2014–2015.
Od 13 listopada 2015 przy Alei Bielany przy wejściu wschodnim od strony ulicy Czekoladowej działa stacja Wrocławskiego Roweru Miejskiego.

## Komunikacja
Do centrum można dojechać autobusami z Wrocławia: 
przystanek Centrum Handlowe Aleja Bielany: linia 133
przystanek Bielany Wrocławskie - Centrum Handlowe: linie: 512, 522, 852, 852a, 882, 892a
przystanek Bielany Wrocławskie - Makro: linie 612, 822, 832, 842, 862,  872, 892